# Vateriopsis seychellarum
Vateriopsis seychellarum là một loài thực vật có hoa trong họ Dầu. Loài này được (Dyer) Heim miêu tả khoa học đầu tiên năm 1892.